# Kikusui (metropolitana di Sapporo)
Kikusui (菊水駅?, Kikusui-eki) (T11) è una stazione della metropolitana di Sapporo situata nel quartiere di Shiroishi-ku, a Sapporo, Giappone, servita dalla linea Tōzai.

## Struttura
La stazione è costituita da un mezzanino al primo piano interrato e, al piano inferiore, di due marciapiedi laterali con due binari passanti in sotterranea, protetti da porte di banchina a metà altezza e così utilizzati:
| 1 | Linea Tōzai | per Shiroishi e Shin-Sapporo |
| 2 | Linea Tōzai | per Ōdōri e Miyanosawa       |

## Stazioni adiacenti
| «              | Servizio    | »               |
| Linea Tōzai    | Linea Tōzai | Linea Tōzai     |
| -------------- | ----------- | --------------- |
| Bus Center-Mae | -           | Higashi-Sapporo |